# Marree Man

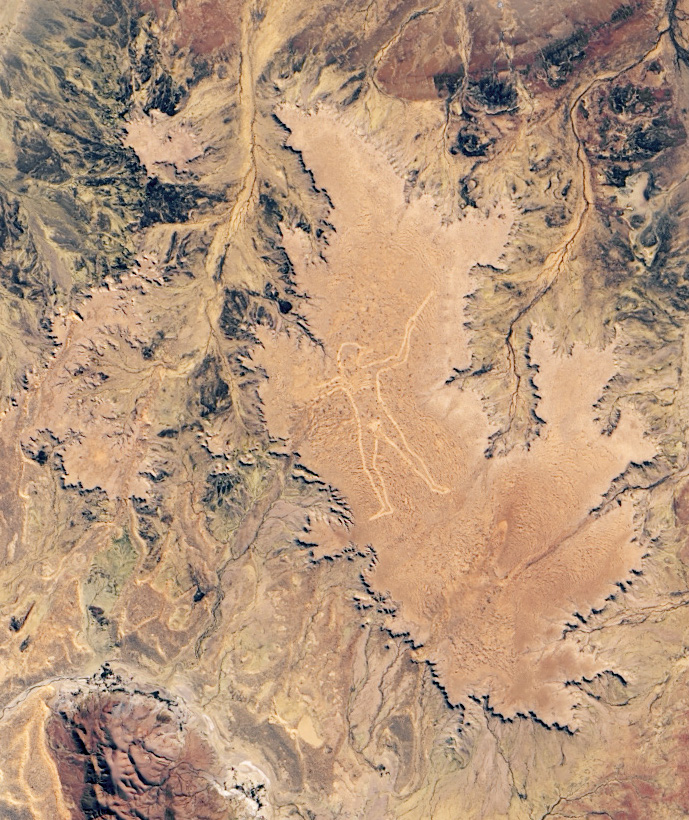
Marree Man, 1998 r.

Marree Man lub Stuart's Giant – geoglif położony na płaskowyżu Finnis Springs w Australii Południowej i przedstawiający mężczyznę polującego za pomocą bumerangu lub kija; drugi co do wielkości geoglif na świecie.
Geoglif Marree Man ma długość 4,18 km i przedstawia aborygeńskiego łowcę polującego z użyciem bumerangu. Na rysunek glifu składają się linie o szerokości 35 m i głębokości 30 cm. Został odkryty w 1998 r. na zdjęciach lotniczych, jednak od czasu odkrycia jego pochodzenie pozostaje nieznane, chociaż treść licznych zgłoszeń do mediów wskazuje, że twórca lub twórcy byli Amerykanami. Glif powstał poprzez zdarcie warstwy gleby, prawdopodobnie za pomocą buldożera.
Nazwa Marree Man pochodzi od najbliższej miejscowości – wioski Marree, położonej 60 km od geoglifu.
Z powodu niekorzystnych warunków klimatycznych i nieznanego pochodzenia Marree Man uległ niemal całkowitemu zatarciu nim w 2016 r. grupa aktywistów podjęła się jego restauracji, dzięki czemu został całkowicie odtworzony we współpracy z Arabana Aboriginal Corporation.